# Trigonisca
Trigonisca is een geslacht van vliesvleugelige insecten uit de familie bijen en hommels (Apidae)

## Soorten
- T. atomaria (Cockerell, 1917)
- T. azteca Ayala, 1999
- T. bidentata Albuquerque & Camargo, 2007
- T. browni (Camargo & Pedro, 2005)
- T. buyssoni (Friese, 1902)
- T. ceophloei (Schwarz, 1938)
- T. clavicornis (Camargo & Pedro, 2005)
- T. chachapoya (Camargo & Pedro, 2005)
- T. discolor (Wille, 1965)
- T. dobzhanskyi (Moure, 1950)
- T. extrema Albuquerque & Camargo, 2007
- T. flavicans (Moure, 1950)
- T. fraissei (Friese, 1901)
- T. graeffei (Friese, 1900)
- T. hirticornis Albuquerque & Camargo, 2007
- T. intermedia Moure, 1989
- T. longicornis (Friese, 1903)
- T. longitarsis (Ducke, 1916)
- T. martinezi (Brèthes, 1920)
- T. maya Ayala, 1999
- T. mendersoni (Camargo & Pedro, 2005)
- T. meridionalis Albuquerque & Camargo, 2007
- T. mixteca Ayala, 1999

- T. moratoi (Camargo & Pedro, 2005)
- T. nataliae (Moure, 1950)
- T. pediculana (Fabricius, 1804)
- T. pipioli Ayala, 1999
- T. rondoni (Camargo & Pedro, 2005)
- T. roubiki Albuquerque & Camargo, 2007
- T. schulthessi (Friese, 1900)
- T. tavaresi (Camargo & Pedro, 2005)
- T. townsendi (Cockerell, 1911)
- T. unidentata Albuquerque & Camargo, 2007
- T. variegatifrons Albuquerque & Camargo, 2007
- T. vitrifrons Albuquerque & Camargo, 2007